# Buhalnița, Iași
Buhalnița este un sat în comuna Ceplenița din județul Iași, Moldova, România.

## Monument istoric
- Biserica „Nașterea Maicii Domnului” (1836)

## Personalități
- Mihai Păstrăguș (n. 1936), filosof, estetician, eseist